# フレデリック・ハミルトン＝テンプル＝ブラックウッド (初代ダファリン侯爵)
初代ダファリン＝エヴァ侯爵フレデリック・テンプル・ハミルトン＝テンプル＝ブラックウッド（英: Frederick Temple Hamilton-Temple-Blackwood, 1st Marquess of Dufferin and Ava, KP, GCB, GCSI, GCMG, GCIE, PC、1826年6月21日 - 1902年2月12日）は、イギリスの政治家、外交官、貴族。

## 経歴

### 生い立ち
1826年6月21日、トスカーナ大公国（現イタリア共和国・トスカーナ州）首都フィレンツェに生まれる。父はアイルランド貴族の第4代ダファリン＝クランボイ男爵プリース・ブラックウッド。母はその夫人ヘレン（旧姓シェリダン）。
イートン・カレッジを経て1844年にオックスフォード大学クライスト・チャーチに入学した。在学中の1841年7月に第5代ダファリン・アンド・クランボイ男爵位を継承した。

### 政界へ
1850年1月に新たに連合王国貴族の「カウンティ・オヴ・ダウンにおけるクランデボイのクランデボイ男爵（Baron Clandeboye, of Clandeboye, in the county of Down）」に叙され、貴族院議員に列する。
1854年から1858年にかけて侍従たる議員を務める。1856年のクリミア戦争のパリ講和会議に出席した。1860年から1861年にかけてはオスマン＝トルコ帝国領レバノンで起きた虐殺事件に関する調査を行う「シリア特別委員」を務めた。
1864年から1866年にかけては第二次パーマストン子爵内閣のインド担当省政務次官、ついで陸軍省政務次官を務めた。
1868年から1872年にかけては第一次グラッドストン内閣のランカスター公領大臣と主計長官を務めた。また1871年には教育についての王立委員会の委員長を務める。

### 総督・外交官として

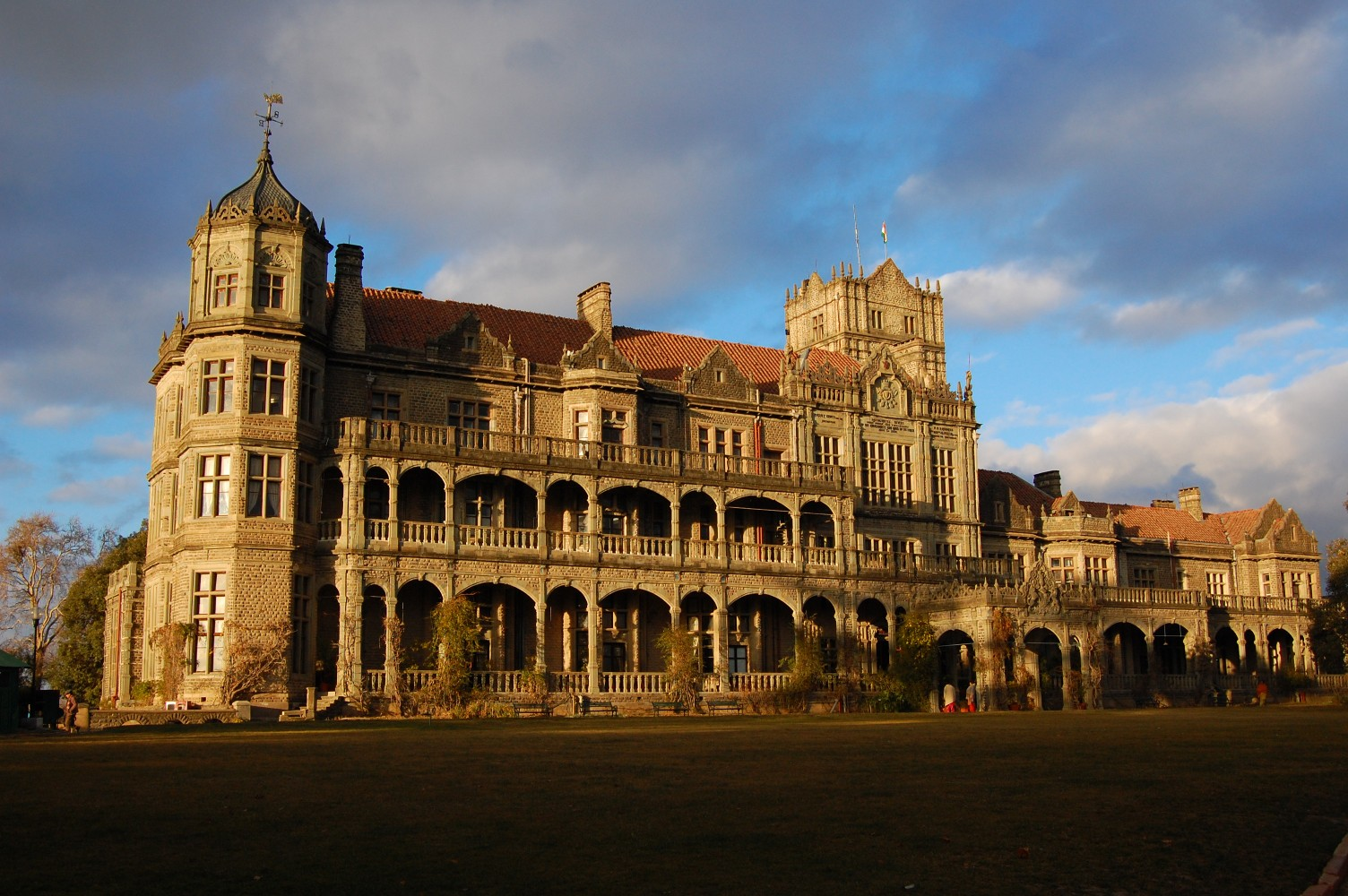
ダファリン卿がインド副王在職中に建てた総督官邸。現在はラーシュトラパティ・ニワスと呼ばれ、インド高等学術研究所が使用している

ランカスター公領担当大臣辞職を機に外交官に転じる。
1872年から1878年にかけてはカナダの総督を務めた。1879年から1881年にかけては在ロシア大使、1881年から1884年にかけては在オスマン帝国大使を務めた。英仏の半植民地エジプトがウラービー革命で揺れる中の1882年には「エジプト特別委員」に任じられた。エジプト問題討議のためにトルコ（エジプトの形式的な宗主国）・コンスタンティノープルで開催された会議に出席し、首相グラッドストンの指示に従って親英仏的なエジプト副王タウフィークを擁護し、トルコ軍ないし列強諸国の軍隊のエジプト派遣を訴えてウラービー革命を抑え込もうと図った。
1884年から1888年にかけてはイギリス領インド帝国の総督（副王）を務めた。在任中、内政面では小作人の土地占有権を保護する立法を行った。外交面ではフランスとの接近を図るビルマ王ティーボーを危険視し、ビルマ侵攻を行った（第三次英緬戦争）。ビルマ首都マンダレーを占領してティーボー王を捕虜にし、ビルマをインド帝国に併合した。首都マンダレーの王宮は彼にちなんで「ダファリン要塞」と改名された。またシムラーに新しい総督官邸を建立させた。
1888年から1891年にかけては在イタリア大使、1891年から1896年にかけては在フランス大使を務めた。フランス大使時代にはフランス政府とタイや仏領インドシナをめぐる植民地利権交渉にあたった。

### 晩年・死去
1897年から1900年までロンドン・アンド・グローブ・フィナンス・コーポレーション（London and Globe Finance Corporation）の議長を務めた。1902年2月12日にアイルランドのクランデボイで死去。75歳だった。

## 栄典

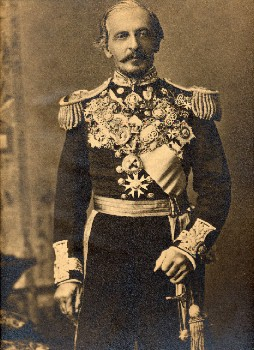
インド総督時代のダファリン卿

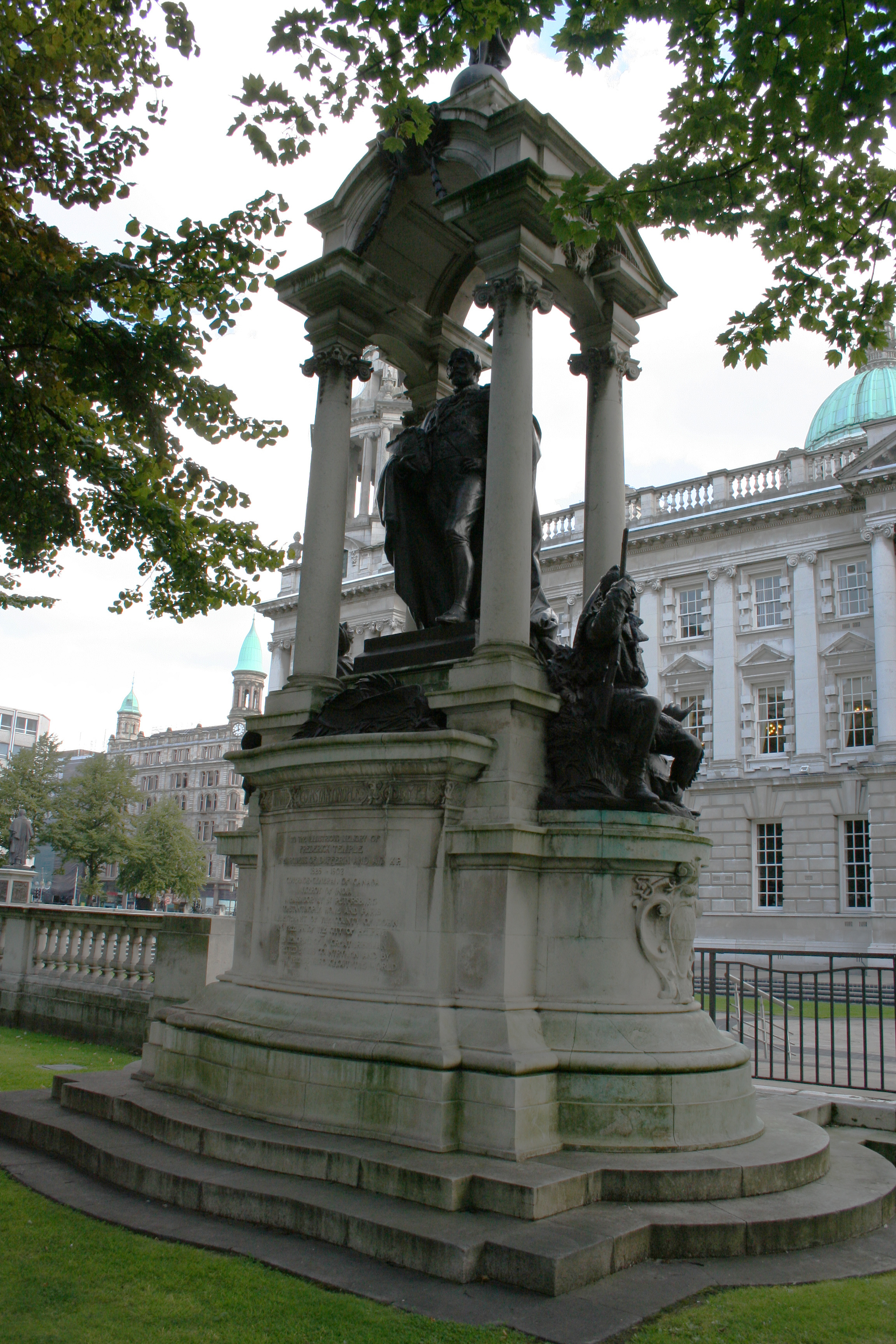
ベルファスト・シティホール前のダファリン卿の像

### 爵位・準男爵位
1841年7月21日に父プリース・ブラックウッドの死去により以下の爵位・準男爵位を継承した。
- ダウン県におけるバリーリーディ＝キリーリーの第5代ダファリン＝クランボイ男爵 (5th Baron Dufferin and Claneboye, of Ballyleidy and Killyleagh in the County of Down)
(1800年7月31日の勅許状によるアイルランド貴族爵位)
- （ダウン県におけるバリーリーディの）第6代準男爵 (6th Baronet, "of Ballyleidy in the County of Down"）
(1763年7月1日の勅許状によるアイルランド準男爵位)

1850年1月22日に以下の爵位を新規に叙された
- ダウン県におけるクランデボイの初代クランデボイ男爵 (1st Baron Clandeboye, of Clandeboye in the County of Down)
(勅許状による連合王国貴族爵位)

1871年11月13日に以下の爵位を新規に叙された。
- ダウン県における初代ダファリン伯爵 (1st Earl of Dufferin, in the County of Down)
(勅許状による連合王国貴族爵位)
- ダウン県におけるクランデボイの初代クランデボイ子爵 (1st Viscount Clandeboye, of Clandeboye in the County of Down)
(勅許状による連合王国貴族爵位)

1888年11月17日に以下の爵位を新規に叙される。
- ダウン県及びビルマにおける初代ダファリン＝エヴァ侯爵 (1st Marquess of Dufferin and Ava, in the County of Down and Burma aforesaid)
(勅許状による連合王国貴族爵位)
- ビルマ保護領における初代エヴァ伯爵 (1st Earl of Ava, in the Province of Burma)
(勅許状による連合王国貴族爵位)

### 勲章
- 1861年、バス勲章ナイト・コマンダー（KCB）[18]
- 1863年、聖パトリック勲爵士（KP）[5][6]
- 1876年、聖マイケル・聖ジョージ勲章ナイト・グランド・クロス（GCMG）[19]
- 1883年、バス勲章ナイト・グランド・クロス（GCB）[20]
- 1884年、スター・オブ・インディア勲章ナイト・グランド・コマンダー（GCSI）[5][6]
- 1887年、インド帝国勲章ナイト・グランド・コマンダー（GCIE）[5][6]

### その他
- 1865年、王立協会フェロー（FRS）[21]
- 1897年、イギリス枢密顧問官（PC）[6]
- 1878年、法学博士号（LL.D.; ハーバード大学名誉学位）[7]
- 1879年、法学博士号（LL.D.; ダブリン大学名誉学位）[7]
- 1879年、法学博士号（D.C.L.; オックスフォード大学名誉学位）[7]
- 1891年、法学博士号（LL.D.; ケンブリッジ大学名誉学位）[7]
- 1897年、アイルランド枢密顧問官（PC [I]）[6]

## 家族
1862年に陸軍将校の娘ハリオット・ローワン＝ハミルトンと結婚。彼女との間に以下の7子を儲ける。
- 第1子（長女）ヘレン・ハーマイオニー（Helen Hermione）（1863年-1941年）
- 第2子（長男）アーチバルド・ジェームズ・レオフリック（Archibald James Leofric）（1863年-1900年） ： 父に先立って死去
- 第3子（次男）テレンス・ジョン（英語版）（1866年-1919年） ： 第2代ダファリン＝エヴァ侯爵
- 第4子（次女）ハーマイオニー・キャサリン・ヘレン（Hermione Catherine Helen）（1869年-1960年）
- 第5子（三男）イアン・バジル・ガウェイン（Ian Basil Gawaine）（1870年-1917年）
- 第6子（三女）ヴィクトリア・アレクサンドリナ（Victoria Alexandrina）（1873年-1968年）
- 第7子（四男）フレデリック（英語版）（1875年-1930年） ： 第3代ダファリン＝エヴァ侯爵

### 註釈
1. ↑  官報の『ロンドン・ガゼット』はBaron Dufferin and Claneboyeとしている[4]。